# EUR Palasport
EUR Palasport (tidigare EUR Marconi) är en station på Roms tunnelbanas Linea B. Den är uppkallad efter stadsdelen Esposizione Universale di Roma (EUR) och Palazzo dello Sport, kallat Palasport. Stationen är belägen i kvarteret Europa i södra Rom och togs i bruk år 1955. Den invigdes av dåvarande presidenten Luigi Einaudi.
Stationen EUR Palasport har:
- Biljettautomater
- WC

## Kollektivtrafik
- Busshållplatser för ATAC

## Omgivningar
- Palazzo dello Sport
- Laghetto dell'EUR